# Faber Gusztáv
Faber Gusztáv, névváltozata: Fáber (Budapest, Józsefváros, 1901. január 19. – Budapest, 1969. április 23.) mérnök, egyetemi tanár.

## Élete
Faber Márton építési rajzoló és Rothberger Paula (1865–1948) fiaként született. Anyai nagyapja Rothberger Dávid (1819–1884) orvos.
Középiskolai tanulmányait a Budapesti VIII. kerületi Községi Főreáliskolában végezte. 1927-ben diplomázott a József Nádor Műszaki Egyetemen. Egyetemi évei alatt Kossalka János professzor tanszékén dolgozott. Ezután a Magyar Királyi Állami Vas-, Acél- és Gépgyárak (MÁVAG) Hídosztályára került, ahol hidakat és vasszerkezeteket tervezett, valamint építkezéseket vezetett. 1939-ben főmérnökké nevezték ki. 1940–1944 között Erdélyben 90 elavult vasúti híd újjáépítését vezette. Irányításával készült a lakihegyi adótorony, a kunszentmártoni Körös-híd, a Beszédes József híd. 1945–1947 között a MÁVAG Hídosztályának vezetője volt. 1949-ben az Állami Mélyépítéstudományi Intézetbe (ÁMTI) került mint osztályvezető. A budapesti Duna-hidak (Petőfi híd, Árpád híd) újjáépítésének tervezése és irányítása volt a feladata. 1951-ben a BME Villamosmérnöki Karán új mechanika tanszék megszervezésére kapott megbízást. E tanszéken oktatott mint tanszékvezető egyetemi tanár 1953–1969 között. Tagja volt a Nemzetközi Hegesztési Egyesületnek és az MTA Acélbizottságának is. Vasszerkezetek gyártásának és szabad szerelésének elméleti kérdéseivel foglalkozott. Budapesten hunyt el 1969. április 23-án.

### Családja
1928. október 7-én Budapesten, a Józsefvárosban feleségül vette Rosenberger Erzsébetet, Rosenberger Albert magánhivatalnok és Blumenthal Fáni lányát.

## Művei
- Szilárdságtani példatár (1-2., (Sályi Istvánnal, Budapest, 1957–1964)
- A rugalmas stabilitás kézikönyve (Kovács Oszkárral, Budapest, 1963)
- Hegesztett acélszerkezetek (Darvas Endrével, Budapest, 1964)
- Hegesztett szerkezetek (társszerzőkkel, Budapest, 1964)